# 7414 Bosch
7414 Bosch (1990 TD8) là một tiểu hành tinh vành đai chính được phát hiện ngày 13 tháng 10 năm 1990 bởi L. D. Schmadel và F. Borngen ở Tautenburg.